# Nagy-Jugan
A Nagy-Jugan (oroszul: Большой Юган) folyó Oroszországban, Nyugat-Szibériában, Hanti- és Manysiföld déli részén; az Ob bal oldali mellékfolyója.

## Földrajz
Hossza: 1063 km, vízgyűjtő területe: 34 700 km².
A Vaszjugan-mocsárban ered, a lapos, mocsaras Nyugat-szibériai-alföldön folyik előbb észnyugat, majd észak felé. Dél felől torkollik a Középső-Ob Jugani-ágába. Esése nagyon kicsi, medre rendkívül kanyargós, vízgyűjtő területén több ezer kisebb tó található. A sík vidék tengerszint feletti magassága szinte sehol nem haladja meg a 100 m-t.
Főként olvadékvizek táplálják. Október–november környékén befagy; az olvadás április végén, május elején kezdődik. Vízgyűjtő területén található a Jugani Természetvédelmi Terület (zapovednyik), melyet a folyó nyugat felől „megkerül”.
Legnagyobb, jobb oldali mellékfolyói: a Kis-Jugan (521 km) és a természetvédelmi terület központi folyója, a Nyoguszjah (298 km).
A folyó mentén városok nincsenek, az egyedüli jelentősebb település Ugut. Környékén az 1980-as évek második felében kőolaj-kitermelés kezdődött.